# Ecliptostelma
Ecliptostelma là chi thực vật có hoa trong họ Apocynaceae.